# 헤세 로드리게스
헤세 로드리게스 루이스(스페인어: Jesé Rodríguez Ruiz, 1993년 2월 26일, 카나리아 제도 라스 팔마스 ~ )는 흔히 헤세(스페인어: Jesé xeˈse[*])로 알려져 있는 스페인의 프로 축구 선수로, 현재 캄페오나투 브라질레이루 세리이 A의 코리치바에 소속된 공격수이다.
레알 마드리드 유소년 아카데미 출신으로, 그는 2011년에 구단 1군 무대에 데뷔하였고, 2013-14 시즌부터 1군의 일원으로 승격되었다.
헤세는 U-16 대표팀부터 U-21 국가대표팀까지 스페인을 대표로 36경기에 출전하였고, 16번 국제경기 골을 기록했다.

## 클럽 경력

### 레알 마드리드

#### 유소년 무대
카나리아 제도 라스 팔마스 출신으로, 헤세는 2005년에 우라칸 소속으로 활약하던 시절 바르셀로나 등의 다수 구단의 관심을 받았지만, 2007년, 14세의 나이에 레알 마드리드의 유소년 아카데미에 입단했다. 아직 유망주였던 2011년 1월 16일, 그는 안방에서 5-0으로 이긴 우니베르시다드 데 라스 팔마스전에서 세군다 디비시온 B 소속의 2군 경기에 출전해 성인 무대에 처음으로 발을 들였다.
2010-11 시즌, 레알 마드리드의 후베닐 A 연령대에서 17골을 넣는 성공적인 활약을 펼치면서, 헤세는 카스티야의 정식 일원이 되었다.

#### 2011–2013: 카스티야의 일원
2011년 7월, 헤세는 주제 모리뉴 1군 감독에 의해 시즌 전 일주에 참가할 수 있도록 차출되었다. 그의 1군 비공식 데뷔전은 17일, 로스앤젤레스 갤럭시와의 친선경기로, 64분에 호세 카예혼과 교체되어 경기에 뛰었다.
헤세는 2011년 10월 2일, 라 로다와의 경기에서 알바로 모라타의 도움을 받아 카스티야 소속으로 첫 공식 득점을 기록했지만, 적지에서 2-4로 패했다. 12월 12일, 그는 폰페라디나와의 코파 델 레이 1라운드 경기 명단에 이름을 올렸고, 2대0으로 이긴 이 원정 경기에서 크리스티아누 호날두와 교체되어 막판 15분을 나섰다.
2012년 3월 24일, 헤세는 호날두와 교체되어 첫 라 리가 경기를 펼쳤고, 5-1로 이긴 레알 소시에다드와의 안방 경기에서 막판 10분을 뛰었다. 10월 말, 모리뉴는 카스티야에서 그에게 1군에서는 쓰이지도 않는 전술 임무를 맡긴다고 불만을 터뜨렸다. 두달 후, 그의 요원인 히네스 카르바할은 헤세가 이듬해 1군으로 정식 승격해서 충분한 출전 시간을 보장받지 못할 경우 선수의 장래를 놓고 의논해 볼 것이라고 입을 열었다. 2013년 2월, 헤세는 자신이 기회를 받기 위해 충분히 잘 하고 있다고 장담했지만, 알베르토 토릴 카스티야 감독은 그의 말리며 그가 감정을 조절할 필요가 있다고 의견을 표력했다.
2013년 5월, 플로렌티노 페레스 마드리드 회장은 지네딘 지단 단장이 헤세가 임대로 떠나야 한다는 것을 생각도 못했다고 말했다. 6월 2일, 알코르콘과의 안방 경기에서 홀로 득점해 4-0 승리를 이끌었고, 헤세는 이 골로 에밀리오 부트라게뇨가 1983-84 시즌에 21골로 세운 카스티야 단일 시즌 최다골을 깼는데, 그는 많은 찬사를 받으며 이후 구단에 남고 싶다는 의사를 표력했지만, 토릴 감독은 그를 또 말렸다.

#### 2013–2016: 1군 등극
2013년 FIFA U-20 월드컵에 참가하면서, 헤세는 1군에서 얻을 수 있는 기회가 한정됨에 따라 레알 마드리드를 떠날 수도 있다고 인정했다. 미겔 파르데사 구단 기술 고문은 7월 13일에 헤세가 구단에 남을 것임을 명시했고, 같은 달 말에는 계약을 4년 연장했다. 2013년 10월 2일, 헤세는 4-0으로 이긴 쾨벤하운과의 조별 리그 경기에서 81분에 나와 UEFA 챔피언스리그 첫 경기를 치렀다. 10월 26일, 그는 첫 고전 더비 경기에 출전해 경기 막판 추가 시간에 역습으로 호날두의 도움을 받아 레알 마드리드 1군 첫 득점을 기록했지만, 바르셀로나와의 일전에서 1-2로 졌다.

헤세는 아직 21살도 안되었는데, 미친 재능을 지녔어요.

2013년 11월 23일, 헤세는 알메리아와의 경기에서 후반에 교체로 들어가 1군 경기에서 처음으로 두 번 도움을 주어, 5-0 원정 승리에 공헌했다. 그의 2호골은 거의 한 달 뒤에 나왔는데, 발렌시아와의 경기를 8분 남겨놓은 상황에서 3-2 결승골을 넣었다. 하얀 군단 (Los Blancos) 소속으로의 훌륭한 활약을 이어나가 2013-14 시즌 겨울 휴식기 이후의 첫 경기인 셀타 비고전에서도 한 골을 도와 3-0 승리에 일조했고, 1월 9일에는 산티아고 베르나베우에서 벌어진 오사수나와의 16강 1차전 경기에서 국내컵 첫 골을 기록했다. 2014년 1월 28일, 코파 델 레이 8강 2차전에서, 헤세는 결승골의 주인공이 되었는데,마드리드는 에스파뇰을 안방에서 제압 (합계 2-0) 했다. 그는 리그에서도 출전할 때마다 활약을 이어나갔는데, 아틀레틱 빌바오, 비야레알, 그리고 헤타페를 상대로 득점을 올렸다. 그러나, 3월 18일, 샬케 04와의 UEFA 챔피언스리그 16강 2차전에서 출전한 지 2분 만에 오른쪽 무릎의 전방 십자 인대 부상을 당해, 시즌 잔여 기간 동안 활동을 못 하게 되었다.
헤세는 2014년 12월 2일, 코르네야와의 코파 델 레이 32강 2차전에 부상에서 복귀하였고, 사미 케디라와 57분에 교체로 들어간 그는 합계 9-1로 이긴 경기에서 마지막 골의 주인공이 되었다. 부상에 대해, 헤세는 "저는 매우 어려운 시간을 보냈지만, 무슨 이유에 있어서인지 그런 일들은 인생에서 겪기도 한다고 생각해요. 아마 제가 부상을 당했던 이유는 제가 더 성숙한 축구인이 되기 위해 배우는 과정이라 생각해요"라고 의견을 건냈다. 그 달 말, 그는 모로코에서 열린 FIFA 클럽 월드컵 2014에 참가할 선수 명단에 자신의 이름을 올렸고, 4-0으로 이긴 크루스 아술과의 준결승전에서 교체로 나섰다. 헤세는 시즌 대부분의 경기를 교체로 나오는 것으로 마무리했는데, 그 이유로는 부상 회복도 있었다. 라 리가 시즌 1호골은 2015년 2월 4일, 2-1로 이긴 세비야전에서 넣었다.
UEFA 챔피언스리그 2015-16을 우승할 당시 그는 주로 후보 선수로 기용되었다.

### 파리 생제르맹

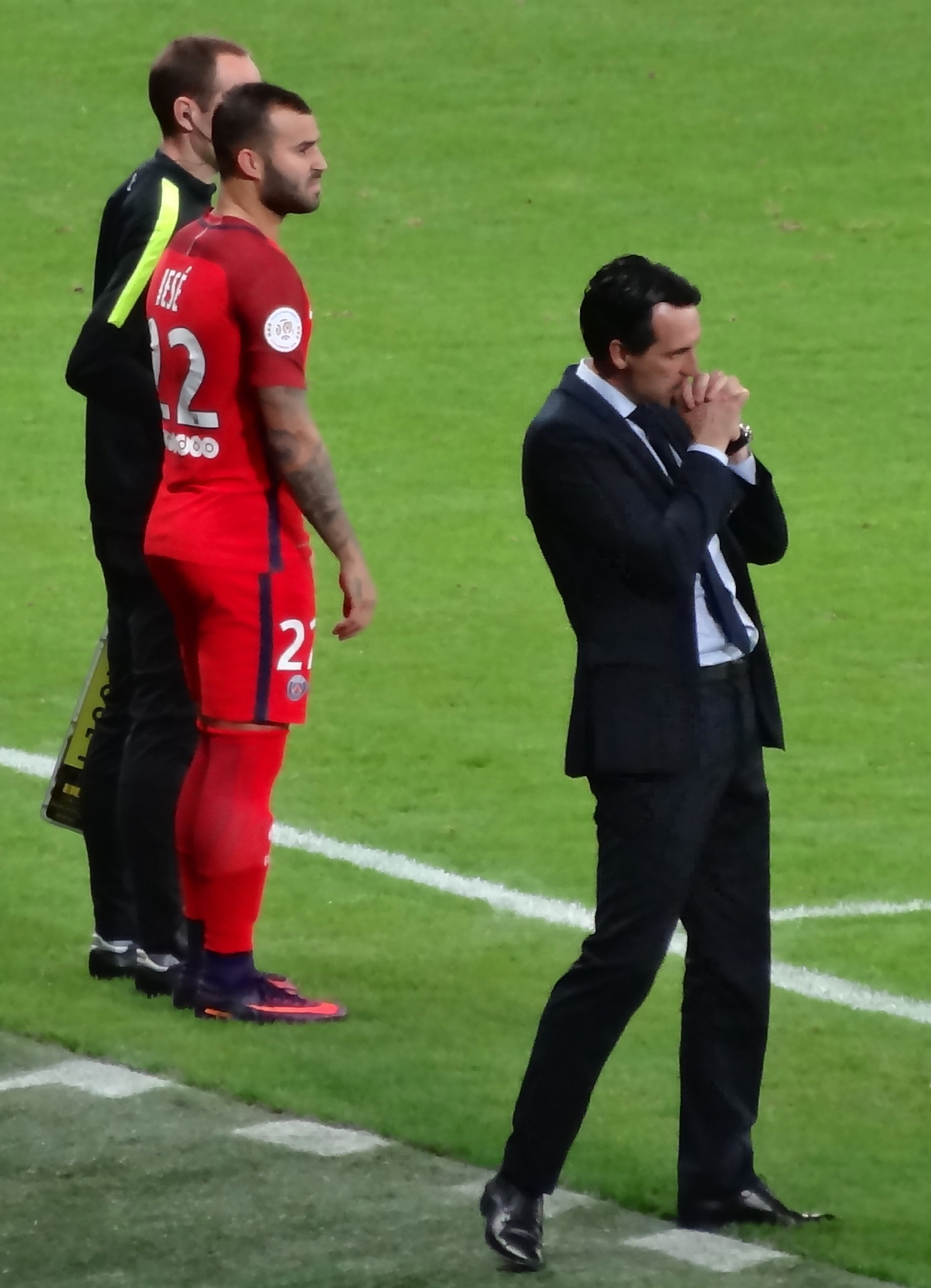
파리 생제르맹의 헤세와 우나이 에메리 감독

2016년 8월 8일, 헤세는 파리 생제르맹에 5년 계약을 맺고 합류했다. 이 계약에는 '반-바르셀로나' 조항이 포함되었는데, 이는 파리 생제르맹이 헤세를 향후 레알 마드리드의 라 리가 숙적인 바르셀로나에 매각을 못하게 막았다. 그는 8월 13일 전 시즌 리그 1 우승 구단의 일원으로 첫 경기를 치렀는데, 그는 1-0으로 이긴 바스티아와의 경기에서 하템 벤 아르파와 교체로 출전했다. 헤세는 충수염으로 짧은 기간 동안 활동하지 못했다. 헤세는 12월 19일에 2-0으로 이긴 낭트와의 경기에서 복귀 후 첫 골을 기록했다.12월 14일에는 쿠프 드 라 리그 첫 경기를 치러 릴을 상대로 파리의 3번째 골을 기록해 3-1 승리에 공헌했다. 그러나, 헤세는 파리 정착에 큰 문제를 겪었고, 그는 연말까지 리그 경기에 9번 출전하는데 그쳤다. 12월 24일, 나세르 알켈라이피 파리 생제르맹은 회장은 자신과 우나이 에메리 감독이 실수로 헤세를 영입했으며, 구단은 1월 이적 시장에 떠나는 것을 허락하는 것을 검토하고 있다고 밝혔다.

## 국가대표팀 경력

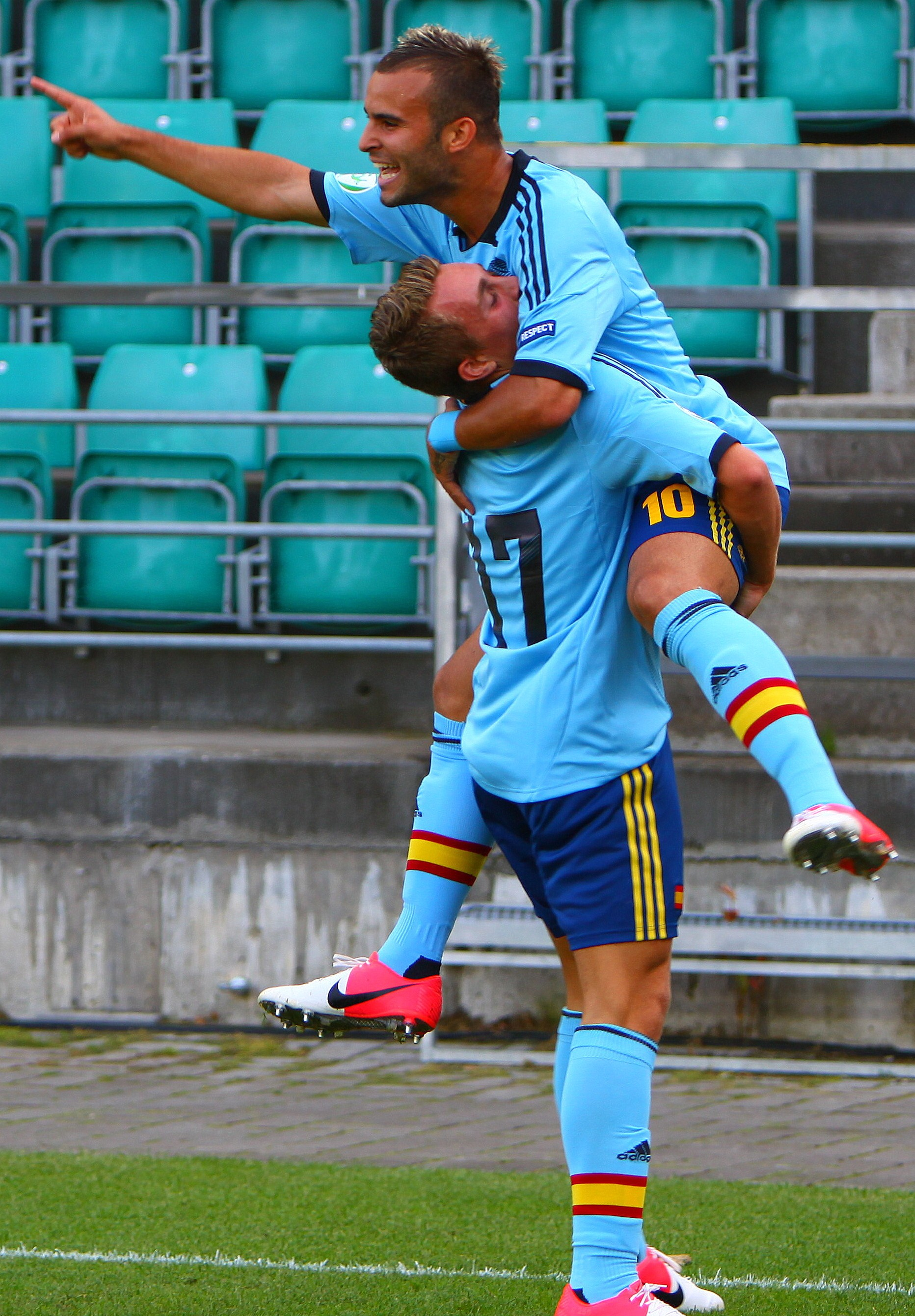
UEFA U-19 축구 선수권 대회에서 골에 환호하는 헤세와 제라르드 데울로페우

헤세는 스페인 청소년 국가대표팀의 여러 연령대를 두루 거쳤는데, U-16 대표팀에서 U-21 대표팀까지 활약했었다. 그는 U-16 대표로 2009년에 활동했고, U-17 대표 시절에는 2010년 UEFA U-17 축구 선수권 대회 결승에 오르기도 했다.
에스토니아에서 열린 2012년 UEFA U-19 축구 선수권 대회에서, 헤세는 조별 리그에서만 4골을 퍼부었는데, 3-3으로 비긴 포르투갈과의 7월 6일 경기에는 해트트릭을 달성했다. 그는 그리스와의 결승전에서 5번째 골이자 1-0 결승골을 기록했고, 대회 최다 득점자로 등극했다.
헤세는 터키에서 열린 2013년 FIFA U-20 월드컵에 스페인 U-20 대표로 참가해 5골을 넣어 득점 3위로 브론즈 슈의 주인이 되었지만, 8강에서 탈락했다. FIFA 기술위원회는 헤세를 다음과 같이 묘사했다: "위협적인 공격수로 빠르게 목표를 포착하며, 기술이 좋고, 1대1 상황에 능하다."
2014년 2월 6일, 그는 아직 스페인 U-21 국가대표로 출전 자격이 있었지만, 비센테 델 보스케 성인 국가대표팀 감독은 브라질에서 치러질 2014년 FIFA 월드컵에 그를 데려갈 수도 있다고 밝혔다. 그러나, 3월에 중상을 당하면서, 그의 대회 참가 가능성은 물거품이 되었고, 감독도 이 상황을 "심각한 손해"라고 봤다. 8달간 부상으로 빠지면서, 헤세는 세르비아와 치를 스페인의 예선 플레이오프전에서 빠지게 되었고, 스페인은 이 경기에서 1-2로 져 2016년 하계 올림픽 본선에 오르지 못했다.

## 플레이스타일

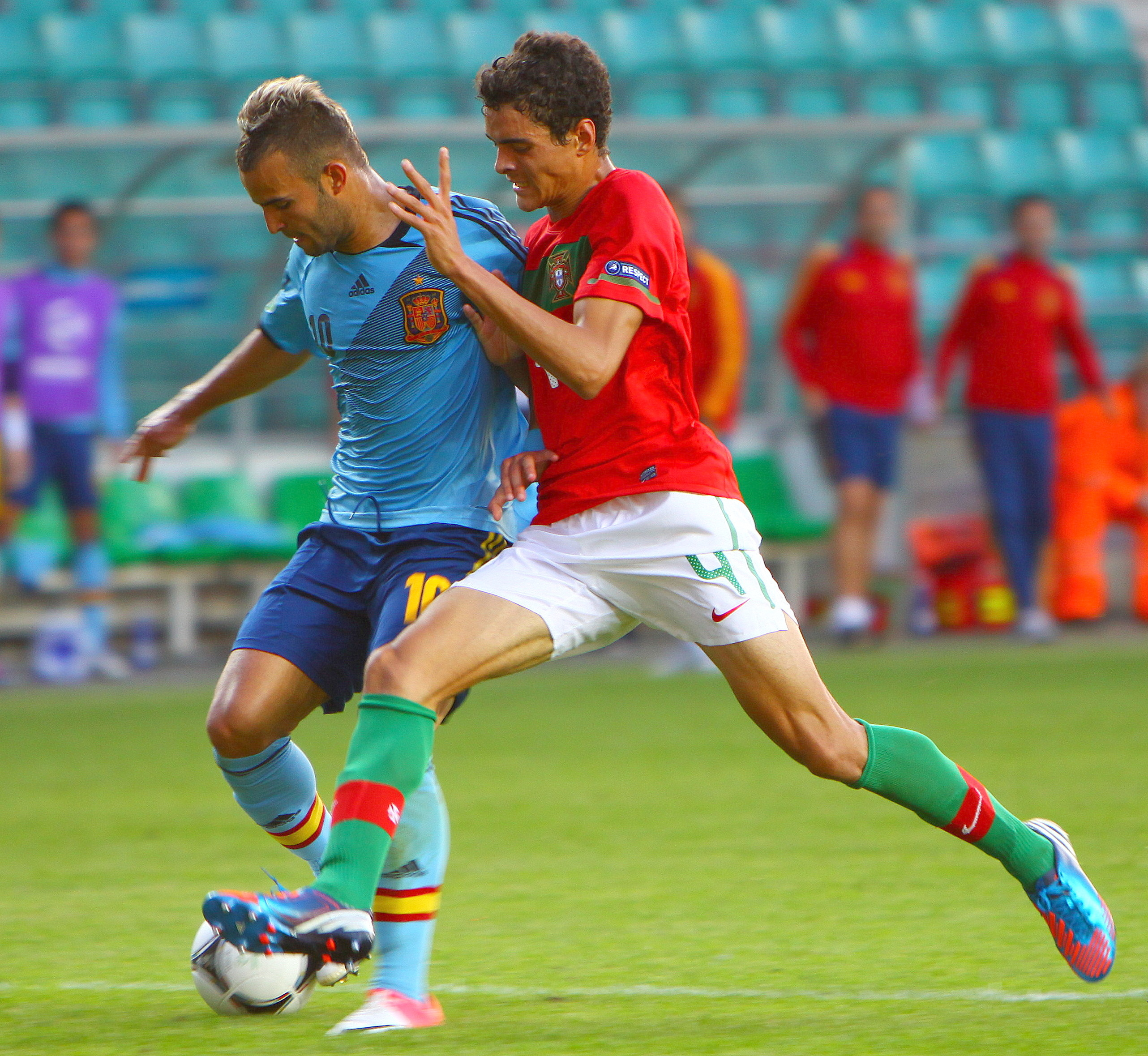
티아구 일로리와 공을 놓고 경합하는 헤세. 그가 공을 잡고 유지하는 능력은 크리스티아누 호날두와 비교 대상이 되었다.

헤세는 중원에 배치 (공격수 뒤) 에 배치되어 양쪽 측면을 맡을 수도 있고, 중앙 공격수 역할도 수행할 수 있다. 카스티야 시절, 토릴 감독의 전술 하에, 그는 4-3-3 배치 형태에서 가짜 9번 역할을 자주 수행했고, 양발을 쓸 수 있다는 점에 측면 양쪽을 오고갔다. 2013년에 1군에 정식적으로 승진한 후, 카를로 안첼로티는 그를 측면에 배치했고, 대게 측면에서 공의 유무와 상관 없이 안으로 파고들어 득점 기회를 창출하거나 직접 마무리했다.
헤세가 지닌 두 가지 큰 특징은 그의 직접적인 축구 방식과 기술적인 능력으로, "특출하다" 혹은 "경이롭다"는 평가를 받았다. 헤세를 전에 지도했던 카를로 안첼로티 감독은 그를 "천부적인 수재"라고 묘사했다. 그는 기술과 양발로 공을 쏠 수 있는 능력은 물론, 빠른 발도 지니고 있다. 그의 빠른 발과 공을 마무리할 수 있는 능력, 그리고 공을 잘 뺏기지 않는다는 점이 포르투갈 공격수 크리스티아누 호날두와 비교 대상이 되었다. 헤세의 시야는 초창기부터 개선해 온 천부적인 능력으로, 그가 효율적으로 공을 넘길 수 있게 한다.
2014년 5월, 헤세는 데일리 미러지에 의해 유럽의 가장 유망한 신인 20명 중에 한 명으로 꼽혔다. 스카이 스포츠의 스페인 축구 전문가 기옘 발라게는 헤세를 다음과 같이 평가했다: "좁은 공간에서의 그의 기술은 호날두보다 뛰어나다" 그리고 "가레스 베일의 같은 나이 시절보다 낫다"라고 덧붙였다.

## 경력 통계
2018년 3월 17일 기준
| 클럽               | 시즌      | 리그 | 리그 | 컵1  | 컵1 | 대륙2 | 대륙2 | 기타3 | 기타3 | 합계 | 합계 |
| 클럽               | 시즌      | 출장 | 골   | 출장 | 골  | 출장  | 골    | 출장  | 골    | 출장 | 골   |
| ------------------ | --------- | ---- | ---- | ---- | --- | ----- | ----- | ----- | ----- | ---- | ---- |
| 레알 마드리드 B    | 2010–11   | 3    | 0    | —    | —   | —     | —     | 0     | 0     | 3    | 0    |
| 레알 마드리드 B    | 2011–12   | 39   | 10   | —    | —   | —     | —     | 0     | 0     | 39   | 10   |
| 레알 마드리드 B    | 2012–13   | 38   | 22   | —    | —   | —     | —     | 0     | 0     | 38   | 22   |
| 레알 마드리드 B    | 합계      | 80   | 32   | —    | —   | —     | —     | 0     | 0     | 80   | 32   |
| 레알 마드리드      | 2011–12   | 1    | 0    | 1    | 0   | 0     | 0     | 0     | 0     | 2    | 0    |
| 레알 마드리드      | 2013–14   | 18   | 5    | 8    | 3   | 5     | 0     | 0     | 0     | 31   | 8    |
| 레알 마드리드      | 2014–15   | 16   | 3    | 3    | 1   | 3     | 0     | 1     | 0     | 23   | 4    |
| 레알 마드리드      | 2015–16   | 28   | 5    | 1    | 0   | 9     | 1     | —     | —     | 38   | 6    |
| 레알 마드리드      | 합계      | 63   | 13   | 13   | 4   | 17    | 1     | 1     | 0     | 94   | 18   |
| 파리 생제르맹      | 2016–17   | 9    | 1    | 1    | 1   | 4     | 0     | 0     | 0     | 14   | 2    |
| 파리 생제르맹      | 2017–18   | 0    | 0    | 0    | 0   | 0     | 0     | 0     | 0     | 0    | 0    |
| 파리 생제르맹      | 합계      | 9    | 1    | 1    | 1   | 4     | 0     | 0     | 0     | 14   | 2    |
| 라스팔마스 (임대)  | 2016–17   | 16   | 3    | —    | —   | —     | —     | —     | —     | 16   | 3    |
| 스토크 시티 (임대) | 2017–18   | 13   | 1    | —    | —   | —     | —     | —     | —     | 13   | 1    |
| 경력 합계          | 경력 합계 | 181  | 50   | 14   | 5   | 21    | 1     | 1     | 0     | 217  | 56   |

1 코파 델 레이 그리고 쿠프 드 라 리그 경기 포함.
2 UEFA 챔피언스리그 경기 포함.
3 FIFA 클럽 월드컵 경기 포함.

## 수상

### 클럽
레알 마드리드 B
- 세군다 디비시온 B: 2011–12[69]

레알 마드리드
- 라 리가: 2011–12
- 코파 델 레이: 2013–14
- UEFA 챔피언스리그: 2013–14, 2015–16
- UEFA 슈퍼컵: 2014
- FIFA 클럽 월드컵: 2014

### 국가대표팀
스페인 U-17
- UEFA U-17 축구 선수권 대회 준우승: 2010[52]

스페인 U-19
- UEFA U-19 축구 선수권 대회: 2012[54]

### 개인
- UEFA U-19 축구 선수권 대회 득점왕: 2012[54]
- 세군다 디비시온 사라 트로피: 2013
- FIFA U-20 월드컵 브론즈 슈: 2013[55]

## 사생활
헤세는 약국에서 근무하는 파스콸 로드리게스와 마리아 루이스 사이에서 났다. 그는 2012년 여름, 19세의 나이로 아들을 얻었는데, 아들의 이름을 자신과 같은 헤세로 정했다. 그는 아이의 모친과 결별했는데, 아이는 아이의 모친을 따라갔다.
헤세는 오른팔에 아들의 이름과 출생일을 문신으로 새겼고, 그의 부모의 이름은 양 손의 뒷면에 새겨넣었다.